# Suède aux Jeux olympiques d'hiver de 1948
Cet article contient des informations sur la participation et les résultats de la Suède aux Jeux olympiques d'hiver de 1948 à Saint-Moritz en Suisse. La Suède était représentée par 43 athlètes.
La délégation suédoise aux Jeux olympiques d'hiver de 1948 a récolté en tout 10 médailles, 4 d'or, 3 d'argent, et 3 de bronze. Elle a terminé au 1er rang du classement des médailles, à égalité avec la Norvège et la Suisse au nombre de médailles.

## Médailles
| Médaille                            | Nom                                                       | Sport               | Compétition                      |
| ----------------------------------- | --------------------------------------------------------- | ------------------- | -------------------------------- |
| Médaille d'or, Jeux olympiques      | Martin Lundström                                          | Ski de fond         | 18 km hommes                     |
| Médaille d'or, Jeux olympiques      | Nils Karlsson                                             | Ski de fond         | 50 km hommes                     |
| Médaille d'or, Jeux olympiques      | Nils Östensson Nils Täpp Gunnar Eriksson Martin Lundström | Ski de fond         | Relais 4 × 10 km hommes          |
| Médaille d'or, Jeux olympiques      | Åke Seyffarth                                             | Patinage de vitesse | 10 000 mètres hommes             |
| Médaille d'argent, Jeux olympiques  | Nils Östensson                                            | Ski de fond         | 18 km hommes                     |
| Médaille d'argent, Jeux olympiques  | Harald Eriksson                                           | Ski de fond         | 50 km hommes                     |
| Médaille d'argent, Jeux olympiques  | Åke Seyffarth                                             | Patinage de vitesse | 1 500 mètres hommes              |
| Médaille de bronze, Jeux olympiques | Gunnar Eriksson                                           | Ski de fond         | 18 km hommes                     |
| Médaille de bronze, Jeux olympiques | Sven Israelsson                                           | Combiné nordique    | Compétition individuelle, hommes |
| Médaille de bronze, Jeux olympiques | Göthe Hedlund                                             | Patinage de vitesse | 5 000 mètres hommes              |